# Воронора (плато)
Воронора — плато, розташоване в Новому Південному Уельсі, Австралія. Територія примикає до Сіднейських рівнин і має трохи вищу висоту. Воно покрите пісковиком Хоксбері. Влітку тут часто спекотніше, а взимку холодніше, ніж у столичному Сіднеї. Річка Воронора протікає через глибоко розчленоване плато до річки Жорж біля витоків Порт-Хакінг у Сазерленд-Ширі.
Розташоване між річкою Воронора та Форбс-Крік, воно містить передмістя Воронора-Гайтс . 